# Курица на ветру
«Курица на ветру» (яп. 風の中の牝鶏 кадзэ но нака но мэндори, англ. A Hen in the Wind) — кинофильм режиссёра Ясудзиро Одзу, вышедший на экраны в 1948 году. Лента получила две премии «Майнити» — за лучшую женскую роль (Кинуё Танака) и за лучшую работу художника (Тацуо Хамада).

## Сюжет
Токико Амамия — красивая молодая женщина, вынужденная в одиночку растить маленького сына Хироси: её муж всё ещё не вернулся с войны (он попал в плен и должен быть со временем репатриирован). Токико с трудом сводит концы с концами, продавая постепенно свои вещи. Болезнь сына становится серьёзным ударом. Чтобы найти деньги на лечение, женщина отправляется в публичный дом, где проводит одну-единственную ночь. Хотя на тот момент не было видно другого выхода, вскоре она начинает жалеть о своём поступке, чему способствует разговор с подругой Акико.
Проходит месяц, и муж возвращается домой. В первый же вечер Токико признаётся ему во всём. Не находя себе места от ярости и отчаяния, муж отправляется в тот самый бордель, где встречает 21-летнюю проститутку по имени Фусако. Она признаётся, что занялась этим не от хорошей жизни, а чтобы прокормить семью. Амамия заверяет Фусако, что та ещё может найти своё счастье в жизни, и обещает найти ей нормальную работу. Его товарищ по работе Сатакэ готов помочь в этом, а также уговаривает Амамию простить жену и помириться с ней. Но справиться со своими чувствами не так легко: когда Токико в очередной раз просит прощения, муж отталкивает её, в результате чего она скатывается с лестницы и сильно ушибается. Только после этого он в полной мере осознаёт её страдания, предлагает забыть о случившемся и начать жизнь с чистого листа.

## В ролях
- Кинуё Танака — Токико Амамия
- Сюдзи Сано — Сюити Амамия
- Тиэко Мурата — Акико Ида
- Тисю Рю — Сатакэ
- Тиёко Фумия — Фусако Онада
- Рэйко Минаками — Ориэ Нома
- Эйдзиро Тоно — Хикодзо
- Хохи Аоки — Сёити
- Такэси Сакамото — Хикодзо Сакаи
- Эйко Такамацу — Оцунэ

## О фильме
41-й фильм Ясудзиро Одзу снимался с мая по сентябрь 1948 года. Сотрудничество со сценаристом Рёсукэ Сайто началось ещё во время войны и продолжилось после её окончания, когда был написан сценарий ленты «Луна взошла» (Tsuki wa noborinu). Однако по разным причинам этот проект так и не был реализован (фильм «Луна взошла» был снят Кинуё Танакой лишь в 1955 году). Вместо этого Одзу и Сайто начали работу над картиной «Курица на ветру», несущей на себе отпечаток потерь, которые понесли режиссёр и Япония в целом. Как и Одзу, лишённый опоры в уничтоженных войной токийских кварталах, героиня Танаки потеряла свой дом и вынуждена снимать комнату у чужих людей. Фильм считается не самой удачной работой режиссёра. В частности, он был подвергнут критике сценаристом Кого Нодой, что привело к возобновлению их с Одзу сотрудничества.